# Gran Premi del 70è Aniversari
El Gran Premi del 70è Aniversari (oficialment anomenat Emirates Formula 1 70th Anniversary Grand Prix 2020) va ser la cinquena prova de la temporada 2020 de Fórmula 1. Va tenir lloc al Circuit de Silverstone, a Silverstone, Gran Bretanya, del 7 al 9 d'agost del 2020.

## Resultats

### Qualificació
| Pos.                     | No. | Pilot              | Constructor               | Temps    | Temps    | Temps    | Graella |
| Pos.                     | No. | Pilot              | Constructor               | Q1       | Q2       | Q3       | Graella |
| ------------------------ | --- | ------------------ | ------------------------- | -------- | -------- | -------- | ------- |
| 1                        | 77  | Valtteri Bottas    | Mercedes                  | 1:26.738 | 1:25.785 | 1:25.154 | 1       |
| 2                        | 44  | Lewis Hamilton     | Mercedes                  | 1:26.818 | 1:26.266 | 1:25.217 | 2       |
| 3                        | 27  | Nico Hülkenberg    | Racing Point-BWT Mercedes | 1:27.279 | 1:26.261 | 1:26.082 | 3       |
| 4                        | 33  | Max Verstappen     | Red Bull Racing-Honda     | 1:27.154 | 1:26.779 | 1:26.176 | 4       |
| 5                        | 3   | Daniel Ricciardo   | Renault                   | 1:27.442 | 1:26.636 | 1:26.297 | 5       |
| 6                        | 18  | Lance Stroll       | Racing Point-BWT Mercedes | 1:27.187 | 1:26.674 | 1:26.428 | 6       |
| 7                        | 10  | Pierre Gasly       | AlphaTauri-Honda          | 1:27.154 | 1:26.523 | 1:26.534 | 7       |
| 8                        | 16  | Charles Leclerc    | Ferrari                   | 1:27.427 | 1:26.709 | 1:26.614 | 8       |
| 9                        | 23  | Alexander Albon    | Red Bull Racing-Honda     | 1:27.153 | 1:26.642 | 1:26.669 | 9       |
| 10                       | 4   | Lando Norris       | McLaren-Renault           | 1:27.217 | 1:26.885 | 1:26.778 | 10      |
| 11                       | 31  | Esteban Ocon       | Renault                   | 1:27.278 | 1:27.011 | N/A      | 141     |
| 12                       | 5   | Sebastian Vettel   | Ferrari                   | 1:27.612 | 1:27.078 | N/A      | 11      |
| 13                       | 55  | Carlos Sainz       | McLaren-Renault           | 1:27.450 | 1:27.083 | N/A      | 12      |
| 14                       | 8   | Romain Grosjean    | Haas-Ferrari              | 1:27.519 | 1:27.254 | N/A      | 13      |
| 15                       | 63  | George Russell     | Williams-Mercedes         | 1:27.757 | 1:27.455 | N/A      | 15      |
| 16                       | 26  | Daniil Kvyat       | AlphaTauri-Honda          | 1:27.882 | N/A      | N/A      | 16      |
| 17                       | 20  | Kevin Magnussen    | Haas-Ferrari              | 1:28.236 | N/A      | N/A      | 17      |
| 18                       | 6   | Nicholas Latifi    | Williams-Mercedes         | 1:28.430 | N/A      | N/A      | 18      |
| 19                       | 99  | Antonio Giovinazzi | Alfa Romeo Racing-Ferrari | 1:28.433 | N/A      | N/A      | 19      |
| 20                       | 7   | Kimi Räikkönen     | Alfa Romeo Racing-Ferrari | 1:28.493 | N/A      | N/A      | 20      |
| Temps del 107%: 1:32.809 |     |                    |                           |          |          |          |         |
| Font:                    |     |                    |                           |          |          |          |         |

Notes
- ^1  – Esteban Ocon va rebre una penalització de tres llocs a la graella per obstaculitzar a George Russell durant la qualificació.[2]

### Cursa
| Pos.                                                          | No. | Pilot              | Constructor               | Voltes | Temps       | Graella | Punts |
| ------------------------------------------------------------- | --- | ------------------ | ------------------------- | ------ | ----------- | ------- | ----- |
| 1                                                             | 33  | Max Verstappen     | Red Bull Racing-Honda     | 52     | 1:19:41.993 | 4       | 25    |
| 2                                                             | 44  | Lewis Hamilton     | Mercedes                  | 52     | +11.326     | 2       | 191   |
| 3                                                             | 77  | Valtteri Bottas    | Mercedes                  | 52     | +19.231     | 1       | 15    |
| 4                                                             | 16  | Charles Leclerc    | Ferrari                   | 52     | +29.289     | 8       | 12    |
| 5                                                             | 23  | Alexander Albon    | Red Bull Racing-Honda     | 52     | +39.146     | 9       | 10    |
| 6                                                             | 18  | Lance Stroll       | Racing Point-BWT Mercedes | 52     | +42.538     | 6       | 8     |
| 7                                                             | 27  | Nico Hülkenberg    | Racing Point-BWT Mercedes | 52     | +55.951     | 3       | 6     |
| 8                                                             | 31  | Esteban Ocon       | Renault                   | 52     | +1:04.773   | 14      | 4     |
| 9                                                             | 4   | Lando Norris       | McLaren-Renault           | 52     | +1:05.544   | 10      | 2     |
| 10                                                            | 26  | Daniil Kvyat       | AlphaTauri-Honda          | 52     | +1:09.669   | 16      | 1     |
| 11                                                            | 10  | Pierre Gasly       | AlphaTauri-Honda          | 52     | +1:10.642   | 7       |       |
| 12                                                            | 5   | Sebastian Vettel   | Ferrari                   | 52     | +1:13.370   | 11      |       |
| 13                                                            | 55  | Carlos Sainz       | McLaren-Renault           | 52     | +1:14.070   | 12      |       |
| 14                                                            | 3   | Daniel Ricciardo   | Renault                   | 51     | +1 lap      | 5       |       |
| 15                                                            | 7   | Kimi Räikkönen     | Alfa Romeo Racing-Ferrari | 51     | +1 lap      | 20      |       |
| 16                                                            | 8   | Romain Grosjean    | Haas-Ferrari              | 51     | +1 lap      | 13      |       |
| 17                                                            | 99  | Antonio Giovinazzi | Alfa Romeo Racing-Ferrari | 51     | +1 lap      | 19      |       |
| 18                                                            | 63  | George Russell     | Williams-Mercedes         | 51     | +1 lap      | 15      |       |
| 19                                                            | 6   | Nicholas Latifi    | Williams-Mercedes         | 51     | +1 lap      | 18      |       |
| –                                                             | 20  | Kevin Magnussen    | Haas-Ferrari              | 43     | –           | 17      |       |
| Volta ràpida: Lewis Hamilton (Mercedes) – 1:28.451 (volta 43) |     |                    |                           |        |             |         |       |
| Font:                                                         |     |                    |                           |        |             |         |       |

Notes
- ^1  – Inclou un punt per la volta ràpida.

## Classificació del campionat després de la cursa
| Pos.  | Pilot           | Punts |
| ----- | --------------- | ----- |
| 1     | Lewis Hamilton  | 107   |
| 2     | Max Verstappen  | 77    |
| 3     | Valtteri Bottas | 73    |
| 4     | Charles Leclerc | 45    |
| 5     | Lando Norris    | 38    |
| Font: |                 |       |

| Pos.  | Constructor               | Punts |
| ----- | ------------------------- | ----- |
| 1     | Mercedes                  | 180   |
| 2     | Red Bull Racing-Honda     | 113   |
| 3     | Ferrari                   | 55    |
| 4     | McLaren-Renault           | 53    |
| 5     | Racing Point-BWT Mercedes | 41    |
| Font: |                           |       |

- Nota: Només s'inclouen les cinc primeres posicions en les dues classificacions.